# Варсенік Манучарян
Варсенік Манучарян (вірм. Վարսենիկ Մանուչարյան; 11 липня 2003) — вірменська плавчиня.
Учасниця Олімпійських Ігор 2020 року, де в попередніх запливах на дистанції 100 метрів вільним стилем посіла 45-те місце і не потрапила до півфіналів.